# Ermita de San Juan Bautista (Adzaneta)
La ermita de San Juan Bautista de Adzaneta, en la comarca del Alto Maestrazgo, provincia de Castellón, es un edificio religioso conocido también como ermita del Castillo, que se encuentra ubicado a unos tres kilómetros aproximadamente del municipio de Adzaneta, junto al Castillo.

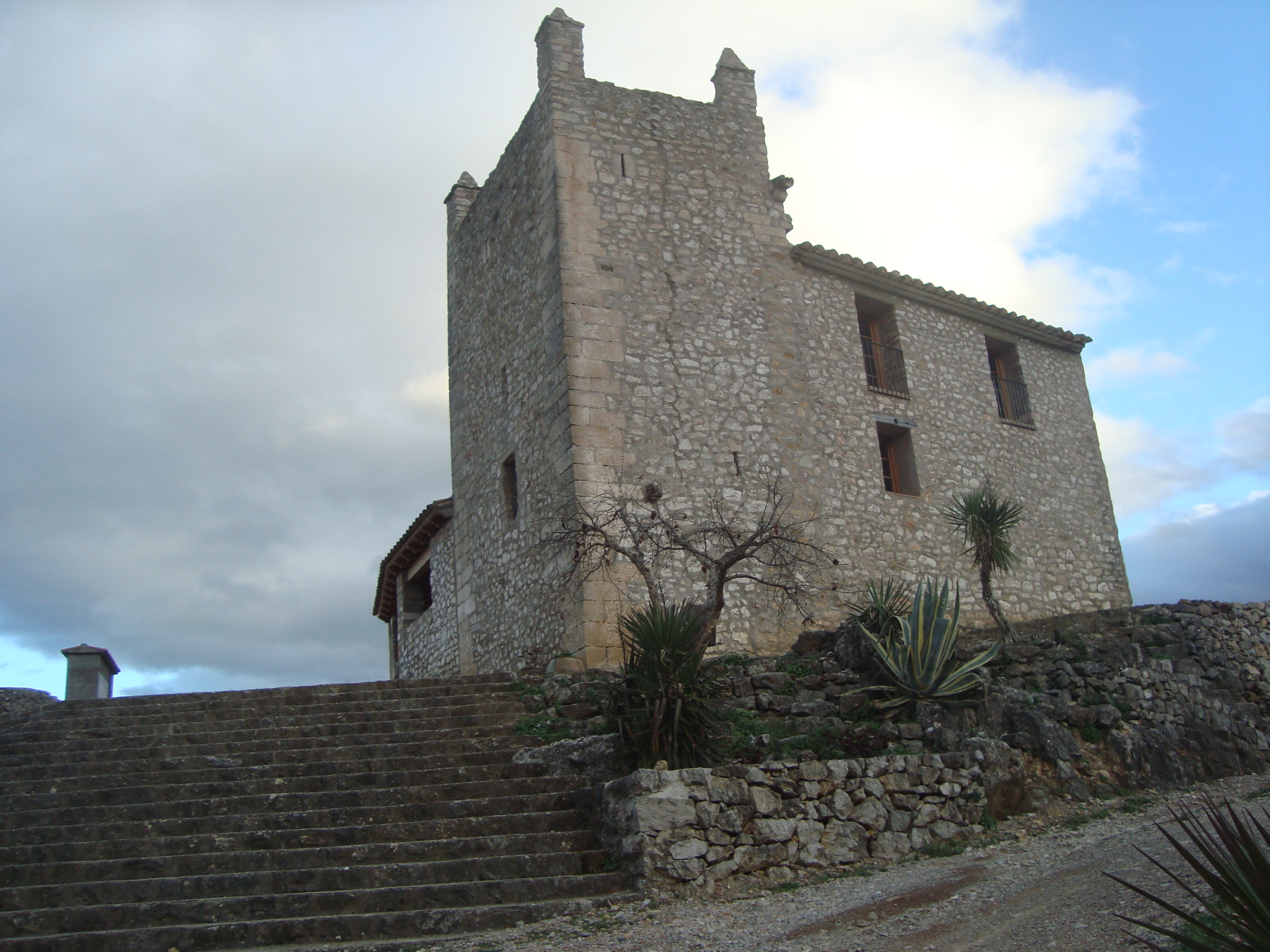
Vista general

Está reconocida como Bien de Relevancia Local según la Disposición Adicional Quinta de la Ley 5/2007, de 9 de febrero, de la Generalidad Valenciana, de modificación de la Ley 4/1998, de 11 de junio, del Patrimonio Cultural Valenciano (DOCV Núm. 5.449 / 13/02/2007), presentando como código identificador el 12.04.001-004.

## Descripción histórico-artística

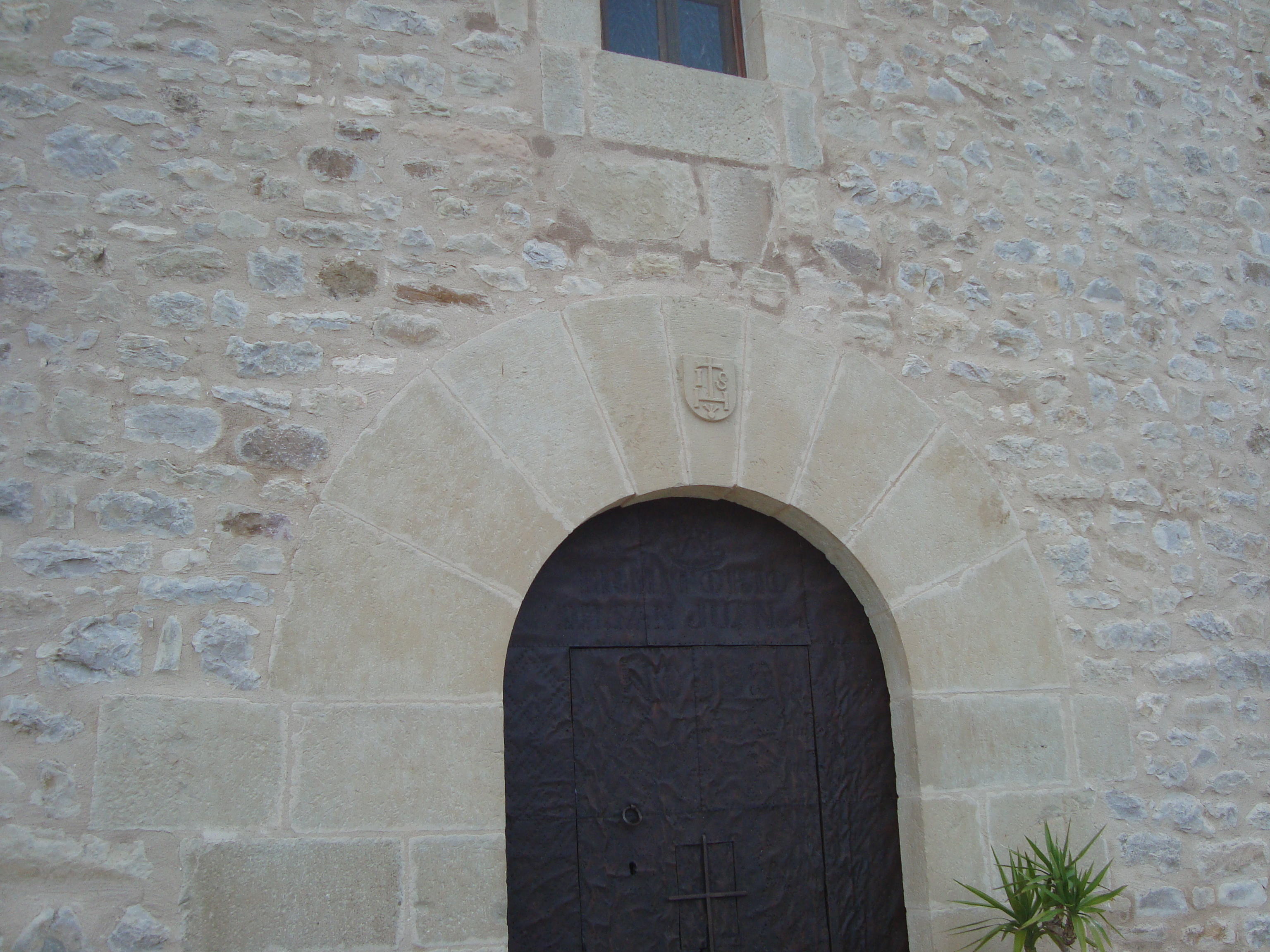
Puerta

La ermita está dedicada a San Juan Bautista y a San Sebastián, pese a que inicialmente, tras su construcción en el siglo XVIII estaba bajo la advocación de Nuestra Señora de la Esperanza y los santos Fabián y Sebastián.
Se construyó como edificio exento, pero más tarde se amplió (existiendo documentos en el archivo parroquial de la solicitud por parte del Padre Pere Joan y de otro vecino de Adzaneta, de indultos a Roma para todos los que ayuden en la ampliación de la ermita) al añadir una sacristía (que servía a su vez para acceder al coro), que ocupó el espacio que separaba la ermita de la torre homenaje del Castillo.
El edificio se construyó siguiendo las pautas del estilo gótico, con una fachada sencilla de piedra, con frontón acabado en una pequeña espadaña para una sola campana, que se remata con una bola de decoración y cruz de hierro. Como decoración se puede destacar las dovelas que enmarcan, formando un arco de medio punto, la puerta de acceso a la ermita, presentando una de ellas un escudo eclesiástico.
Su planta, que es única, es de forma rectangular, de fábrica de mampostería con refuerzos de sillares, con cabecera plana a cuatro tramos y presenta cubierta a dos aguas.
La iluminación interior se aumenta gracias a una ventana rectangular acristalada, que ilumina el coro alto, situado sobre la puerta de acceso; situada en la fachada principal sobre la puerta de acceso, antes de llegar a la espadaña.
Respecto a su interior, destaca el retablo datado en el siglo XV, y atribuido a Mateu Montoliu, que actualmente se encuentra en la iglesia parroquial de Adzaneta. La decoración interior consiste en pinturas de las diferentes advocaciones que a lo largo de su historia ha tenido la ermita, obra de Ángel Costa.